# Liste der Countys in Colorado
Der US-Bundesstaat Colorado ist in 64 Countys eingeteilt (Einwohnerzahlen Stand: 2010)
| County      | Einwohner | Verwaltungssitz     |
| ----------- | --------- | ------------------- |
| Adams       | 441.603   | Brighton            |
| Alamosa     | 15.445    | Alamosa             |
| Arapahoe    | 572.003   | Littleton           |
| Archuleta   | 12.084    | Pagosa Springs      |
| Baca        | 3.788     | Springfield         |
| Bent        | 6.499     | Las Animas          |
| Boulder     | 294.567   | Boulder             |
| Broomfield  | 55.889    | Broomfield          |
| Chaffee     | 17.809    | Salida              |
| Cheyenne    | 1.836     | Cheyenne Wells      |
| Clear Creek | 9.088     | Georgetown          |
| Conejos     | 8.256     | Conejos             |
| Costilla    | 3.524     | San Luis            |
| Crowley     | 5.823     | Ordway              |
| Custer      | 4.255     | Westcliffe          |
| Delta       | 30.952    | Delta               |
| Denver      | 600.158   | Denver              |
| Dolores     | 2.064     | Dove Creek          |
| Douglas     | 285.465   | Castle Rock         |
| Eagle       | 52.197    | Eagle               |
| El Paso     | 622.263   | Colorado Springs    |
| Elbert      | 23.086    | Kiowa               |
| Fremont     | 46.824    | Cañon City          |
| Garfield    | 56.389    | Glenwood Springs    |
| Gilpin      | 5.441     | Central City        |
| Grand       | 14.843    | Hot Sulphur Springs |
| Gunnison    | 15.324    | Gunnison            |
| Hinsdale    | 843       | Lake City           |
| Huerfano    | 6.711     | Walsenburg          |
| Jackson     | 1.394     | Walden              |
| Jefferson   | 534.543   | Golden              |
| Kiowa       | 1.398     | Eads                |
| Kit Carson  | 8.270     | Burlington          |
| La Plata    | 51.334    | Durango             |
| Lake        | 7.310     | Leadville           |
| Larimer     | 299.630   | Fort Collins        |
| Las Animas  | 15.507    | Trinidad            |
| Lincoln     | 5.467     | Hugo                |
| Logan       | 22.709    | Sterling            |
| Mesa        | 146.723   | Grand Junction      |
| Mineral     | 712       | Creede              |
| Moffat      | 13.795    | Craig               |
| Montezuma   | 25.535    | Cortez              |
| Montrose    | 41.276    | Montrose            |
| Morgan      | 28.159    | Fort Morgan         |
| Otero       | 18.831    | La Junta            |
| Ouray       | 4.436     | Ouray               |
| Park        | 16.206    | Fairplay            |
| Phillips    | 4.442     | Holyoke             |
| Pitkin      | 17.148    | Aspen               |
| Prowers     | 12.551    | Lamar               |
| Pueblo      | 159.063   | Pueblo              |
| Rio Blanco  | 6.666     | Meeker              |
| Rio Grande  | 11.982    | Del Norte           |
| Routt       | 23.509    | Steamboat Springs   |
| Saguache    | 6.108     | Saguache            |
| San Juan    | 699       | Silverton           |
| San Miguel  | 7.359     | Telluride           |
| Sedgwick    | 2.379     | Julesburg           |
| Summit      | 27.994    | Breckenridge        |
| Teller      | 23.350    | Cripple Creek       |
| Washington  | 4.814     | Akron               |
| Weld        | 252.825   | Greeley             |
| Yuma        | 10.043    | Wray                |